# Tony Hawk's American Sk8land
Tony Hawk's American Sk8land est un jeu vidéo sur Nintendo DS.

## Système de jeu

### Mode histoire
Le joueur incarne un jeune skateur qui rencontre Tony Hawk lors d'une compétition de skate. Il lui propose de vous ramener dans son bus. Une fois arrivé à Hollywood, vous faites la connaissance d'une fan de Tony Hawk. Elle a pour projet de rénover le célèbre American Sk8land, un skatepark géant où les plus grands skaters pros se sont entrainés un jour. Le joueur doit remplir des missions pour gagner de l'argent et acheter des éléments de skatepark.

### Mode sans fil
Le jeu permet de jouer avec un autre joueur sur internet grâce au Wi-Fi. Il est aussi possible d'envoyer ses meilleurs scores et télécharger la vidéo de ceux des autres.

## Bande son
La liste de musique est:
- Black Flag - Rise Above
- Breakestra - Champ
- Dead Kennedys - California Uber Alles
- The Thunderlords - I Like Dirt
- Emanuel - Search and Destroy (Reprise de The Stooges)
- Frank Black - Los Angeles
- Green Day - Holiday
- Oingo Boingo - Who Do You Want To Be
- Pest - Duke Kerb Crawler
- Nassim - Rawhide
- Saves the Day - Sonic Reducer (Reprise de Dead Boys)
- Strike Anywhere - Question the Answer
- Tommy Guerrero - Organism

### Version Game Boy Advance
Tony Hawk's American Sk8land est aussi le nom du portage du jeu sur Game Boy Advance. Il a été développé par Vicarious Visions et est sorti en 2005.